# Васильевка (Свердловский район)
Васильевка — деревня в Свердловском районе Орловской области России. Входит в состав Богодуховского сельского поселения.

## География
Деревня находится в центральной части Орловской области, в лесостепной зоне, в пределах центральной части Среднерусской возвышенности, на берегах реки Неручь, на расстоянии примерно 7 километров (по прямой) к востоку от посёлка городского типа Змиёвка, административного центра района.
Абсолютная высота 187 метров над уровнем моря

### Уличная сеть
Уличная сеть деревни состоит из трёх улиц:
- ул. Берёзовая
- ул. Дачная
- ул. Речная

### Часовой пояс
Деревня Васильевка, как и вся Орловская область, находится в часовой зоне МСК (московское время). Смещение применяемого времени относительно UTC составляет +3:00.

## Население
| 2002 | 2010 |
| ---- | ---- |
| 151  | ↘150 |

Гендерный состав
По данным Всероссийской переписи населения 2010 года в гендерной структуре населения мужчины составляли 43,3 %, женщины — соответственно 56,7 %.
Национальный состав
Согласно результатам переписи 2002 года, в национальной структуре населения русские составляли 86 % из 151 чел.

## Транспорт
У Васильевки соединяются автодорога федерального значения Р-119 и автодорога муниципального значения  54К-348 Разбегаевка — Васильевка.